# Josef Vonmatt

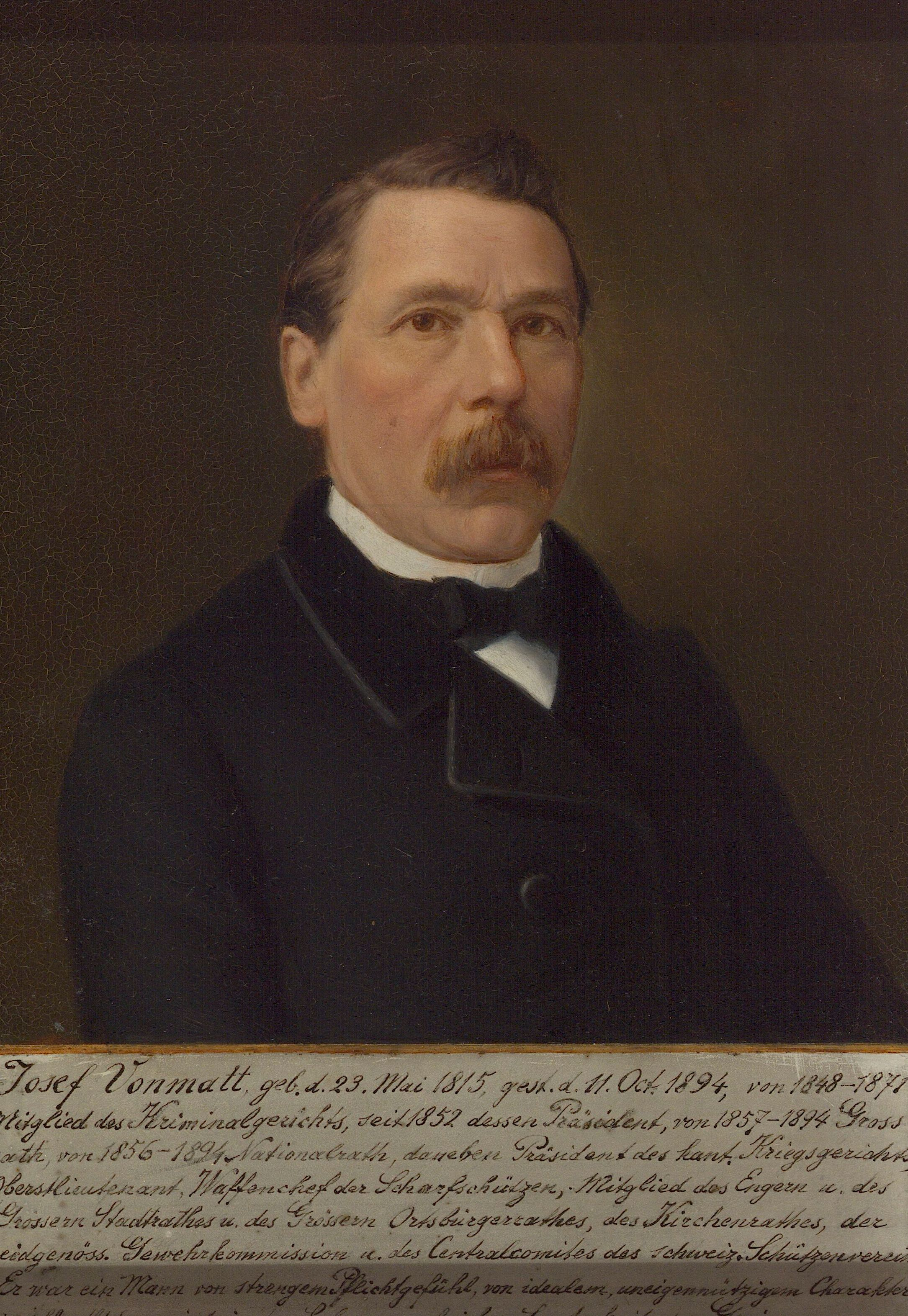
Porträt von Josef Vonmatt

Josef Vonmatt (* 23. Mai 1815 in Luzern; † 11. Oktober 1894 ebenda) war ein Schweizer Politiker und Richter. Von 1855 bis zu seinem Tod gehörte er fast ununterbrochen dem Nationalrat an.

## Biografie
Der Sohn eines Uhrmachers besuchte die Gymnasien in St. Urban und Luzern, anschliessend studierte er Recht an der Universität Jena. Nach einem Aufenthalt in Genf begann Vonmatt in Hochdorf als Rechtsanwalt zu arbeiten. Später verlegte er seine Kanzlei nach Büron, ab 1848 war er in Luzern tätig (ausser in den Jahren 1865 bis 1869). Von 1848 bis 1871 war er Kriminalrichter (ab 1852 als Gerichtspräsident). Im Militär hatte er zuletzt den Rang eines Oberstleutnants.
Vonmatt beteiligte sich 1844/45 an den beiden Freischarenzügen, später engagierte er sich in den freisinnigen Vereinen Luzerns als Hauptagitator. Dabei versuchte er, Arbeiter und Gewerbetreibende für den Freisinn zu gewinnen. Seine politische Laufbahn begann im Oktober 1855, als er eine Nachwahl im Nationalratswahlkreis Luzern-Süd gewann. Im Nationalrat vertrat er unter anderem die Interessen der wachsenden Tourismusbranche. 1857 folgte die Wahl in den Grossen Rat des Kantons Luzern, dem er bis zu seinem Tod angehörte. 1858/59 war er Mitglied des Kleinen Stadtrates von Luzern (Exekutive). 1872 trat Vonmatt als Nationalrat zurück, zog aber im Mai 1873 nach einem Nachwahlsieg bereits wieder in diesen ein; von nun an vertrat er den Wahlkreis Luzern-Ost. Ab 1879 sass er zusätzlich im Luzerner Grossstadtrat (Legislative). 1884, 1887, 1890 und 1893 war Vonmatt Alterspräsident des Nationalrates.